# Скуминов синдром
Скуминов синдром је патолошко стање које се може јавити код пацијената након имплантације механичког срчаног вентила, у виду ирационалног страха (анксиозности), поремећаја спавања (несанице) па све до депресије.
Скуминов синдром треба схватити као посебну нозолошку форму, која има етиопатогенезу својствену само њему и карактеристичну клиничку слику. То захтева специфичан приступ лечењу и превенцији ове болести. Правовремена дијагностика, терапија и превенција могу побољшати здравствени статус ове категорије болесника, побољшати им квалитет живота, ефикасност рехабилитације и социјалну и радну адаптацију.

## Назив
Синдром је добио назив према руском психијатру Виктору Скумину, који је први проучавао и описао ову болест 1978. години, као — рус. Кардиопротезный психопатологический синдром.

## Етиологија
Скуминов синдром повезан са механички вентил срца и манифестује ирационалан страх, анксиозност, депресија и поремећај сна. Овај синдром често праћена астенией.

Ален Карпентье – члан Француске академије наука, и руководилац одељења за кардиоваскуларну хирургију Европске болнице име Жорж Помпиду у Паризу, – верује, што Скуминов синдром развија код четвртине пацијената са вештачком срдачно вентилом. Могуће је да је сличан проблем се јавља приликом обављања послова на спровођењу вештачког срца.

## Клиничка слика
Клиничку слику код Скуминовог синдромима карактеришу следећи специфични знаци, симптоми и облици понашања:
- Након операције размишљање и понашање пацијента са уграђеним срћаним имплантатом се мења, јер он своје размишљање и понашање фокусира на рад протезе.[10]
- Јављају се необични субјективни осећаји везани за тад срца, повезани са опсесивним страхом од могући застој у раду вештачких залистака и/или њиховог одвајање од срчаног мишића.
- Све више се код пацијента развија депресивно расположење, осећај узнемирености и безнађа изазвано непрекидним размишљањем о томе — како живети са комадом гвожђа у срцу, или са протезом у мотору живота.[11]
- Поремећај спавања. Специфични поремећаји спавања уочени су у 79,6% случајева, јер ноћу, због „куцања” вештачких вентила, пацијенти нису у стању да заспу, и „присиљени” су да проведе сате слушајући своје срце, броје екстрасистоле и покушавају да уоче и најмање промене у ритму и шумовима имплантата. Међутим током дана, изморени несаниоцом, као и у наизглед неповољним бучним срединама, они могу спавати чврсто, јер због буке не чују рад срца.
- Неуровегетативне сметње, доминирају у неуролошком статусу — у виду бола у соларном плексусу и зонама каротидних артерија, артеријске хипотензије итд.[12]
- У најтежим случајевима, код таквих пацијената могуће су суицидалне идеје.

Због свега наведеног, како би заштитили своје срце и уграђени имплантат, пацијенти имају тенденцију да се несвесно штите од најмањих физичких и психо-емоционалних стресова, и у свој живот често уводе неадекватан режим живота пун сопствених ограничења. Избегавају пешачење, физикалну терапију, и друга одговарајућа оптерећења, верујући да ће тако спречити прерано трошење уграђеног имплантата, и евентуални отказ његове функције.

## Терапија
Терапија овог облика психопатолошких поремећаја треба да се спроведи заједно са другим куративним рехабилитационим мерама које се примењују у оквиру главне болести срца.
Структура психотерапијске помоћи, према В.А.Скумину, обухвата четири фазе:
- Припремну терапију. Како припремни период траје шест до дванаест дана, облик ове терапије обухвата — процену менталног стања, успостављање психотерапијског контакта и психолошку припрему за имплантацију механичког срчаног вентила.
- Седативну мобилизацију.
- Активни период психијатријске адаптације.
- Подржавајућу или корективну психотерапију.

### Видео
- „Кардиопротезный психопатологический синдром”. youtube.com. Приступљено 15. 9. 2023.

|  | Молимо Вас, обратите пажњу на важно упозорење у вези са темама из области медицине (здравља). |